# Distelweg

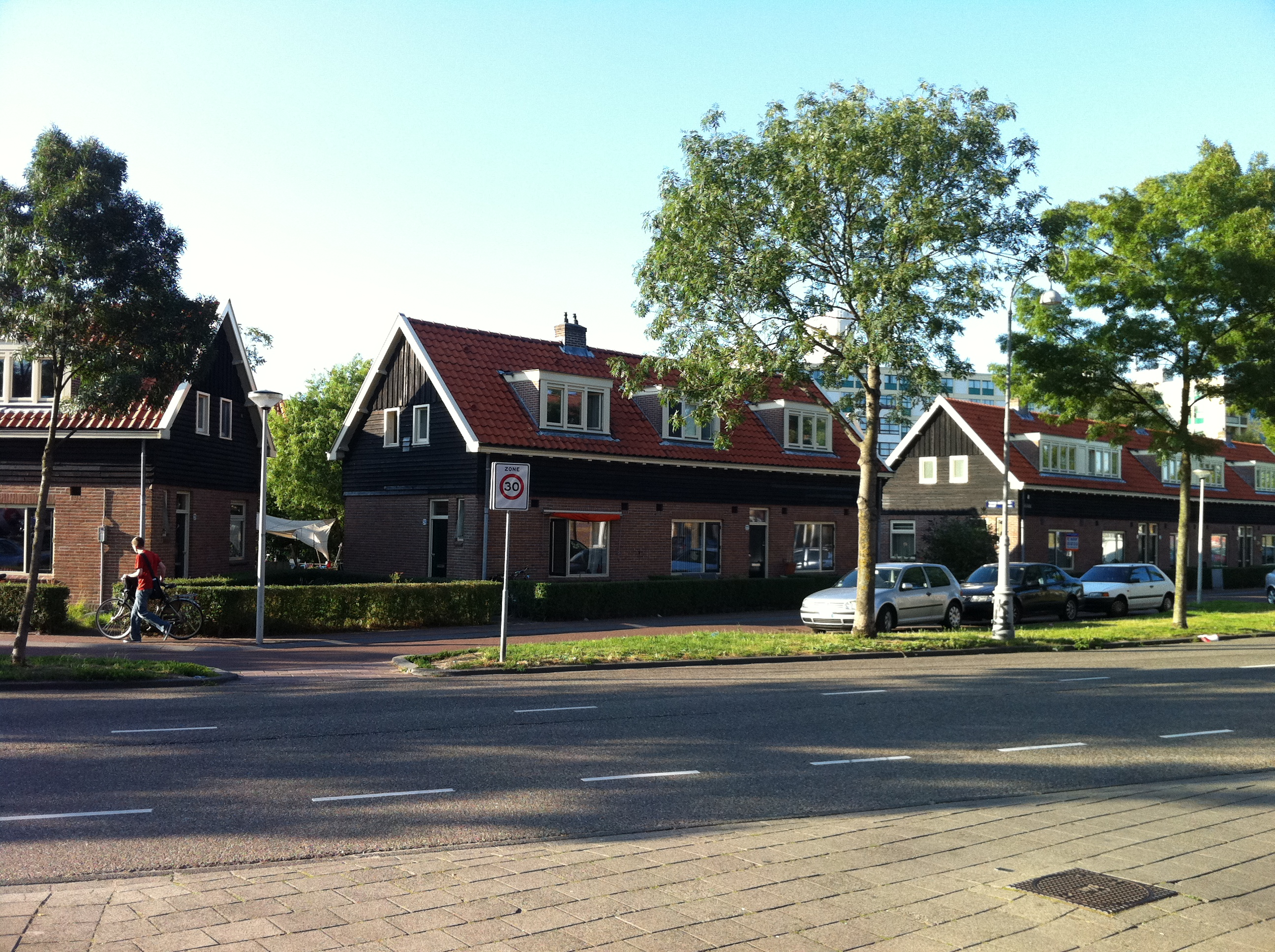
De Distelweg langs Disteldorp

De Distelweg is een weg in de Buiksloterham in Amsterdam-Noord. De weg verbindt het Mosplein bij Disteldorp en de Van der Pekbuurt met de pontverbinding het Distelwegveer, dat een verbinding onderhoudt met de Oude Houthaven, nabij de Pontsteiger. Het eerste deel van de weg kwam gereed in 1918. Aan het westelijk deel van de weg zijn voornamelijk kantoor- en bedrijfspanden gevestigd. Bij het Mosplein zijn woningen gesitueerd.
Tot 2007 was de weg voor het vrachtverkeer met gevaarlijke stoffen dat geen gebruik mocht maken van de IJtunnel van groot belang als doorgaande route via het Distelwegveer. Tegenwoordig wordt dit verkeer verwezen naar de Hempont.
De weg is net als alle andere wegen, straten en pleinen in de Bloemenbuurt vernoemd naar bloemdragende planten en kruiden, in dit geval de Distel.